# Drops of Jupiter (Tell Me)
Drops of Jupiter (Tell me) is een alternatieve rock-single van de uit Californië afkomstige band Train. Op 29 januari 2001 werd het nummer op single uitgebracht.

## Train
Drops of Jupiter (Tell me) was de eerste single van Train die werd uitgebracht van het album Drops of Jupiter (2001). De single behaalde de top 5 positie in de Amerikaanse Billboard Hot 100 en bleef 38 weken in de Amerikaanse Top 40 staan in 2001.
De single won 2 Grammy Awards waaronder voor beste rock-single van 2001. In de Eurochart Hot 100 werd de 36e positie behaald, in het Verenigd Koninkrijk de 10e positie in de UK Singles Chart en in Duitsland de 73e positie. 
In Nederland werd de single in week 25 van 2001 tot de 431e Megahit van de week op Radio 3FM uitgeroepen en bereikte de 3e positie in de Nederlandse Top 40 op Radio 538 en de 5e positie in de publieke hitlijst; de Mega Top 100 op Radio 3FM.
In België bereikte de single de 5e positie in zowel de Vlaamse Ultratop 50 als de Vlaamse Radio 2 Top 30. In Wallonië bleef de single steken in de "Ultratip".
Sinds de editie van december 2003 staat de plaat onafgebroken genoteerd in de jaarlijkse NPO Radio 2 Top 2000 van de Nederlandse publieke radiozender NPO Radio 2, met als hoogste notering een 365e positie in 2012.

## Hitnoteringen

### Nederlandse Top 40
| Hitnotering: 07-07-2001 t/m 17-11-2001 | Hitnotering: 07-07-2001 t/m 17-11-2001 | Hitnotering: 07-07-2001 t/m 17-11-2001 | Hitnotering: 07-07-2001 t/m 17-11-2001 | Hitnotering: 07-07-2001 t/m 17-11-2001 | Hitnotering: 07-07-2001 t/m 17-11-2001 | Hitnotering: 07-07-2001 t/m 17-11-2001 | Hitnotering: 07-07-2001 t/m 17-11-2001 | Hitnotering: 07-07-2001 t/m 17-11-2001 | Hitnotering: 07-07-2001 t/m 17-11-2001 | Hitnotering: 07-07-2001 t/m 17-11-2001 | Hitnotering: 07-07-2001 t/m 17-11-2001 | Hitnotering: 07-07-2001 t/m 17-11-2001 | Hitnotering: 07-07-2001 t/m 17-11-2001 | Hitnotering: 07-07-2001 t/m 17-11-2001 | Hitnotering: 07-07-2001 t/m 17-11-2001 | Hitnotering: 07-07-2001 t/m 17-11-2001 | Hitnotering: 07-07-2001 t/m 17-11-2001 | Hitnotering: 07-07-2001 t/m 17-11-2001 | Hitnotering: 07-07-2001 t/m 17-11-2001 | Hitnotering: 07-07-2001 t/m 17-11-2001 | Hitnotering: 07-07-2001 t/m 17-11-2001 |
| Week:                                  | 1                                      | 2                                      | 3                                      | 4                                      | 5                                      | 6                                      | 7                                      | 8                                      | 9                                      | 10                                     | 11                                     | 12                                     | 13                                     | 14                                     | 15                                     | 16                                     | 17                                     | 18                                     | 19                                     | 20                                     |                                        |
| -------------------------------------- | -------------------------------------- | -------------------------------------- | -------------------------------------- | -------------------------------------- | -------------------------------------- | -------------------------------------- | -------------------------------------- | -------------------------------------- | -------------------------------------- | -------------------------------------- | -------------------------------------- | -------------------------------------- | -------------------------------------- | -------------------------------------- | -------------------------------------- | -------------------------------------- | -------------------------------------- | -------------------------------------- | -------------------------------------- | -------------------------------------- | -------------------------------------- |
| Positie:                               | 33                                     | 21                                     | 21                                     | 22                                     | 20                                     | 17                                     | 15                                     | 9                                      | 8                                      | 6                                      | 4                                      | 3                                      | 5                                      | 5                                      | 7                                      | 11                                     | 14                                     | 14                                     | 22                                     | 32                                     | uit                                    |

### Mega Top 100
| Hitnotering: 23-06-2001 t/m 22-12-2001 | Hitnotering: 23-06-2001 t/m 22-12-2001 | Hitnotering: 23-06-2001 t/m 22-12-2001 | Hitnotering: 23-06-2001 t/m 22-12-2001 | Hitnotering: 23-06-2001 t/m 22-12-2001 | Hitnotering: 23-06-2001 t/m 22-12-2001 | Hitnotering: 23-06-2001 t/m 22-12-2001 | Hitnotering: 23-06-2001 t/m 22-12-2001 | Hitnotering: 23-06-2001 t/m 22-12-2001 | Hitnotering: 23-06-2001 t/m 22-12-2001 | Hitnotering: 23-06-2001 t/m 22-12-2001 | Hitnotering: 23-06-2001 t/m 22-12-2001 | Hitnotering: 23-06-2001 t/m 22-12-2001 | Hitnotering: 23-06-2001 t/m 22-12-2001 | Hitnotering: 23-06-2001 t/m 22-12-2001 |
| Week:                                  | 1                                      | 2                                      | 3                                      | 4                                      | 5                                      | 6                                      | 7                                      | 8                                      | 9                                      | 10                                     | 11                                     | 12                                     | 13                                     | 14                                     |
| -------------------------------------- | -------------------------------------- | -------------------------------------- | -------------------------------------- | -------------------------------------- | -------------------------------------- | -------------------------------------- | -------------------------------------- | -------------------------------------- | -------------------------------------- | -------------------------------------- | -------------------------------------- | -------------------------------------- | -------------------------------------- | -------------------------------------- |
| Positie:                               | 90                                     | 65                                     | 53                                     | 49                                     | 36                                     | 33                                     | 28                                     | 26                                     | 20                                     | 12                                     | 9                                      | 7                                      | 5                                      | 6                                      |
| Week:                                  | 15                                     | 16                                     | 17                                     | 18                                     | 19                                     | 20                                     | 21                                     | 22                                     | 23                                     | 24                                     | 25                                     | 26                                     | 27                                     |                                        |
| Positie:                               | 5                                      | 6                                      | 6                                      | 11                                     | 18                                     | 20                                     | 29                                     | 35                                     | 48                                     | 55                                     | 57                                     | 69                                     | 78                                     | uit                                    |

### Vlaamse Ultratop 50
| Hitnotering: 01-09-2001 t/m 01-12-2001 | Hitnotering: 01-09-2001 t/m 01-12-2001 | Hitnotering: 01-09-2001 t/m 01-12-2001 | Hitnotering: 01-09-2001 t/m 01-12-2001 | Hitnotering: 01-09-2001 t/m 01-12-2001 | Hitnotering: 01-09-2001 t/m 01-12-2001 | Hitnotering: 01-09-2001 t/m 01-12-2001 | Hitnotering: 01-09-2001 t/m 01-12-2001 | Hitnotering: 01-09-2001 t/m 01-12-2001 | Hitnotering: 01-09-2001 t/m 01-12-2001 | Hitnotering: 01-09-2001 t/m 01-12-2001 | Hitnotering: 01-09-2001 t/m 01-12-2001 | Hitnotering: 01-09-2001 t/m 01-12-2001 | Hitnotering: 01-09-2001 t/m 01-12-2001 | Hitnotering: 01-09-2001 t/m 01-12-2001 | Hitnotering: 01-09-2001 t/m 01-12-2001 |
| Week:                                  | 1                                      | 2                                      | 3                                      | 4                                      | 5                                      | 6                                      | 7                                      | 8                                      | 9                                      | 10                                     | 11                                     | 12                                     | 13                                     | 14                                     |                                        |
| -------------------------------------- | -------------------------------------- | -------------------------------------- | -------------------------------------- | -------------------------------------- | -------------------------------------- | -------------------------------------- | -------------------------------------- | -------------------------------------- | -------------------------------------- | -------------------------------------- | -------------------------------------- | -------------------------------------- | -------------------------------------- | -------------------------------------- | -------------------------------------- |
| Positie:                               | 42                                     | 15                                     | 9                                      | 7                                      | 5                                      | 6                                      | 7                                      | 8                                      | 12                                     | 15                                     | 19                                     | 27                                     | 39                                     | 45                                     | uit                                    |

### Vlaamse Radio 2 Top 30
| Hitnotering: 01-09-2001 t/m 08-12-2001 | Hitnotering: 01-09-2001 t/m 08-12-2001 | Hitnotering: 01-09-2001 t/m 08-12-2001 | Hitnotering: 01-09-2001 t/m 08-12-2001 | Hitnotering: 01-09-2001 t/m 08-12-2001 | Hitnotering: 01-09-2001 t/m 08-12-2001 | Hitnotering: 01-09-2001 t/m 08-12-2001 | Hitnotering: 01-09-2001 t/m 08-12-2001 | Hitnotering: 01-09-2001 t/m 08-12-2001 | Hitnotering: 01-09-2001 t/m 08-12-2001 | Hitnotering: 01-09-2001 t/m 08-12-2001 | Hitnotering: 01-09-2001 t/m 08-12-2001 | Hitnotering: 01-09-2001 t/m 08-12-2001 | Hitnotering: 01-09-2001 t/m 08-12-2001 | Hitnotering: 01-09-2001 t/m 08-12-2001 | Hitnotering: 01-09-2001 t/m 08-12-2001 | Hitnotering: 01-09-2001 t/m 08-12-2001 |
| Week:                                  | 1                                      | 2                                      | 3                                      | 4                                      | 5                                      | 6                                      | 7                                      | 8                                      | 9                                      | 10                                     | 11                                     | 12                                     | 13                                     | 14                                     | 15                                     |                                        |
| -------------------------------------- | -------------------------------------- | -------------------------------------- | -------------------------------------- | -------------------------------------- | -------------------------------------- | -------------------------------------- | -------------------------------------- | -------------------------------------- | -------------------------------------- | -------------------------------------- | -------------------------------------- | -------------------------------------- | -------------------------------------- | -------------------------------------- | -------------------------------------- | -------------------------------------- |
| Positie:                               | 30                                     | 20                                     | 14                                     | 12                                     | 5                                      | 6                                      | 6                                      | 7                                      | 14                                     | 16                                     | 20                                     | 24                                     | 26                                     | 27                                     | 29                                     | uit                                    |

### NPO Radio 2 Top 2000
| Nummer met noteringen in de NPO Radio 2 Top 2000 | '03 | '04 | '05 | '06 | '07 | '08 | '09  | '10 | '11 | '12 | '13 | '14 | '15 | '16 | '17  | '18 | '19 | '20 | '21 | '22 | '23  | '24 |
| ------------------------------------------------ | --- | --- | --- | --- | --- | --- | ---- | --- | --- | --- | --- | --- | --- | --- | ---- | --- | --- | --- | --- | --- | ---- | --- |
| Drops of Jupiter (Tell Me)                       | 551 | 515 | 765 | 702 | 878 | 735 | 1067 | 608 | 595 | 365 | 443 | 577 | 660 | 875 | 1002 | 874 | 927 | 867 | 998 | 964 | 1031 | 891 |

1. ↑  Een vetgedrukt getal geeft de hoogste notering aan.
2. ↑  2003 was het eerste jaar met een notering voor dit nummer.

## Chris Hordijk
In de eerste liveshow van tweede seizoen van The voice of Holland zong Chris Hordijk op 2 december 2011 het nummer Drops of Jupiter. Doordat het nummer na de uitzending gelijk verkrijgbaar was als muziekdownload, kwam de single op nummer 87 binnen in de Nederlandse Single Top 100.

## Hitnotering

### Single Top 100
| Hitnotering: (Week 1) 10-12-2011 Hitnotering: (Week 2 t/m 4) 14-01-2012 t/m 28-01-2012 | Hitnotering: (Week 1) 10-12-2011 Hitnotering: (Week 2 t/m 4) 14-01-2012 t/m 28-01-2012 | Hitnotering: (Week 1) 10-12-2011 Hitnotering: (Week 2 t/m 4) 14-01-2012 t/m 28-01-2012 | Hitnotering: (Week 1) 10-12-2011 Hitnotering: (Week 2 t/m 4) 14-01-2012 t/m 28-01-2012 | Hitnotering: (Week 1) 10-12-2011 Hitnotering: (Week 2 t/m 4) 14-01-2012 t/m 28-01-2012 | Hitnotering: (Week 1) 10-12-2011 Hitnotering: (Week 2 t/m 4) 14-01-2012 t/m 28-01-2012 | Hitnotering: (Week 1) 10-12-2011 Hitnotering: (Week 2 t/m 4) 14-01-2012 t/m 28-01-2012 |
| Week:                                                                                  | 1                                                                                      |                                                                                        | 2                                                                                      | 3                                                                                      | 4                                                                                      |                                                                                        |
| -------------------------------------------------------------------------------------- | -------------------------------------------------------------------------------------- | -------------------------------------------------------------------------------------- | -------------------------------------------------------------------------------------- | -------------------------------------------------------------------------------------- | -------------------------------------------------------------------------------------- | -------------------------------------------------------------------------------------- |
| Positie:                                                                               | 87                                                                                     | uit                                                                                    | 98                                                                                     | 56                                                                                     | 87                                                                                     | uit                                                                                    |